# Incles

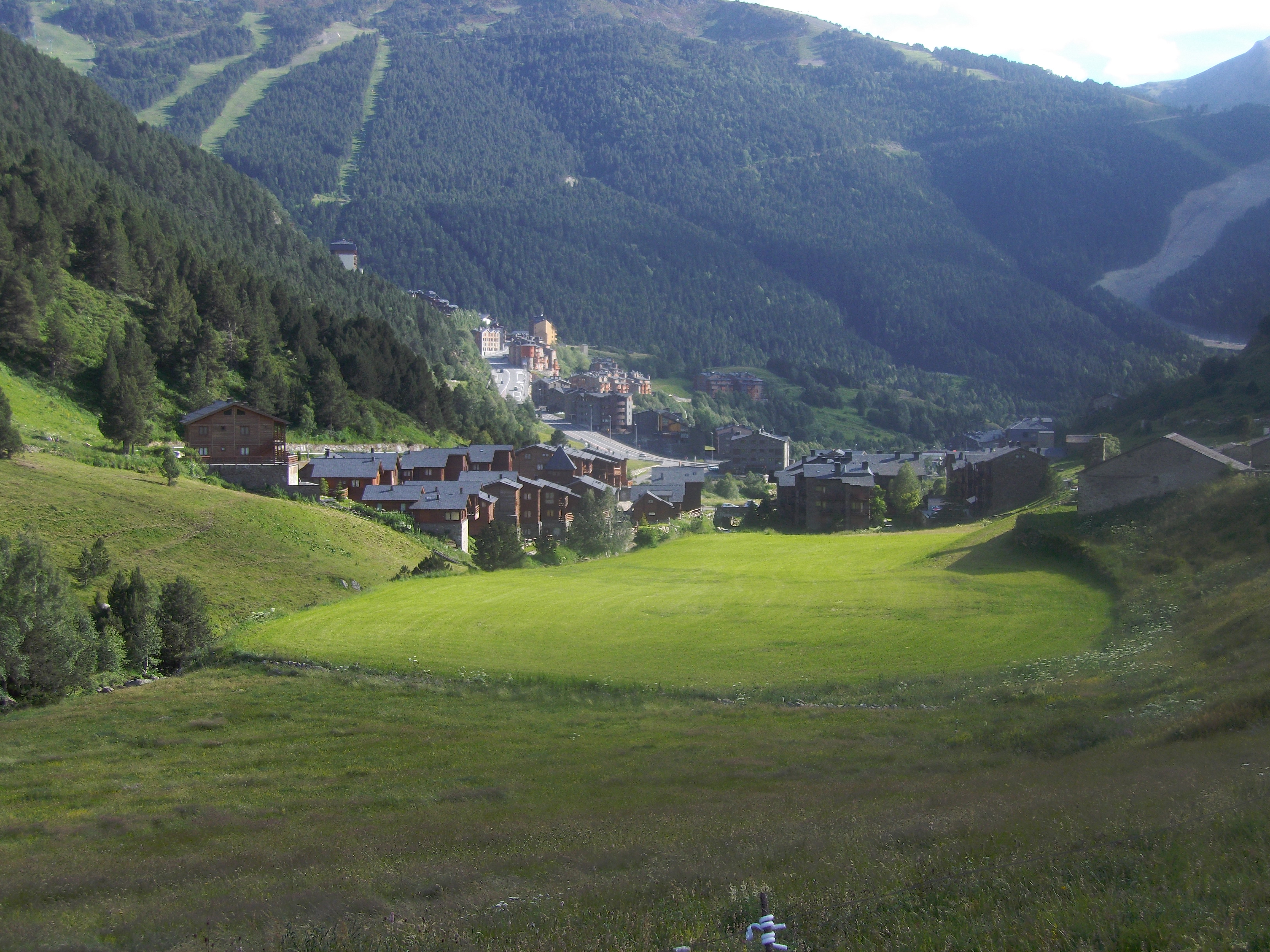
Blick auf das Dorf im Incles-Tal

Incles (katalanisch ausgesprochen [/iŋkɫəs/]) ist ein Dorf in der Gemeinde Canillo in Andorra. Bei der Volkszählung 2024 hatte es 540 Einwohner.

## Geographie
Incles liegt am rechten Ufer des Nebenflusses Riu dʼIncles des Valiras, auf einer Höhe von 1748 Metern. Das Dorf ist der Zugangspunkt zum 6 km langen und nach Nordosten ausgerichteten Incles-Tal. Es wird von der Straße CS 270 bedient, einem Abzweig der Hauptstraße Carretera general 2, die zwischen Soldeu und El Tarter beginnt. Incles befindet sich somit etwas mehr als 15 Kilometer von der französischen Grenze entfernt. In der Nähe befinden sich südöstlich Soldeu und südwestlich El Tarter.